# Bottle Rocket (korte film)
Bottle Rocket is een film van dertien minuten uit 1994. De film werd geschreven door Wes Anderson en Owen Wilson. Bottle Rocket is het regiedebuut van Wes Anderson en is tevens het acteerdebuut van Owen Wilson, diens broer Luke Wilson en Robert Musgrave. De film gaat over de twintigers Dignan, Anthony en Bob, die een carrière in de misdaad nastreven.
In 1996 kwam een langere versie van 91 minuten uit.